# ألبرتو أورلاندو
ألبرتو أورلاندو (بالإيطالية: Alberto Orlando)‏ (27 سبتمبر 1938 بروما في إيطاليا - ) هو لاعب كرة قدم إيطالي في مركز الوسط. شارك مع منتخب إيطاليا لكرة القدم. أما مع النوادي، فقد لعب مع فيورنتينا ونادي تورينو ونادي روما ونادي سبال ونادي مسينا ونادي نابولي.

## وصلات خارجية
- ألبرتو أورلاندو على موقع الاتحاد الأوربي (الإنجليزية)
- ألبرتو أورلاندو على موقع قاعدة بيانات كرة القدم.إي يو (الإنجليزية)
- ألبرتو أورلاندو على موقع ناشيونال فوتبول تيمز (الإنجليزية)
- ألبرتو أورلاندو على موقع عالم كرة القدم.نت (الإنجليزية)